# Aramari Gilberts Village
Aramari Gilberts Village är en ort i Kiribati.   Den ligger i örådet Tabuaeran och ögruppen Linjeöarna, i den västra delen av landet, 3 100 km öster om huvudstaden Tarawa. Aramari Gilberts Village ligger 10 meter över havet och antalet invånare är 358.
Terrängen runt Aramari Gilberts Village är mycket platt.  Närmaste större samhälle är Tenenebo Village, 4,2 km nordväst om Aramari Gilberts Village. 